# Patria Nueva, Chiapas
Patria Nueva är en ort i Mexiko.   Den ligger i kommunen Ocosingo och delstaten Chiapas, i den sydöstra delen av landet, 800 km öster om huvudstaden Mexico City. Patria Nueva ligger 887 meter över havet och antalet invånare är 1 282.
Terrängen runt Patria Nueva är varierad. Patria Nueva ligger nere i en dal. Runt Patria Nueva är det glesbefolkat, med 16 invånare per kvadratkilometer. Närmaste större samhälle är Ocosingo, 3,2 km sydost om Patria Nueva. Omgivningarna runt Patria Nueva är en mosaik av jordbruksmark och naturlig växtlighet.